# Conculus lyugadinus
Conculus lyugadinus is een spinnensoort in de taxonomische indeling van de Dwergkogelspinnen (Anapidae).
Het dier behoort tot het geslacht Conculus. De wetenschappelijke naam van de soort werd voor het eerst geldig gepubliceerd in 1940 door Komatsu.